# Josias Gasser

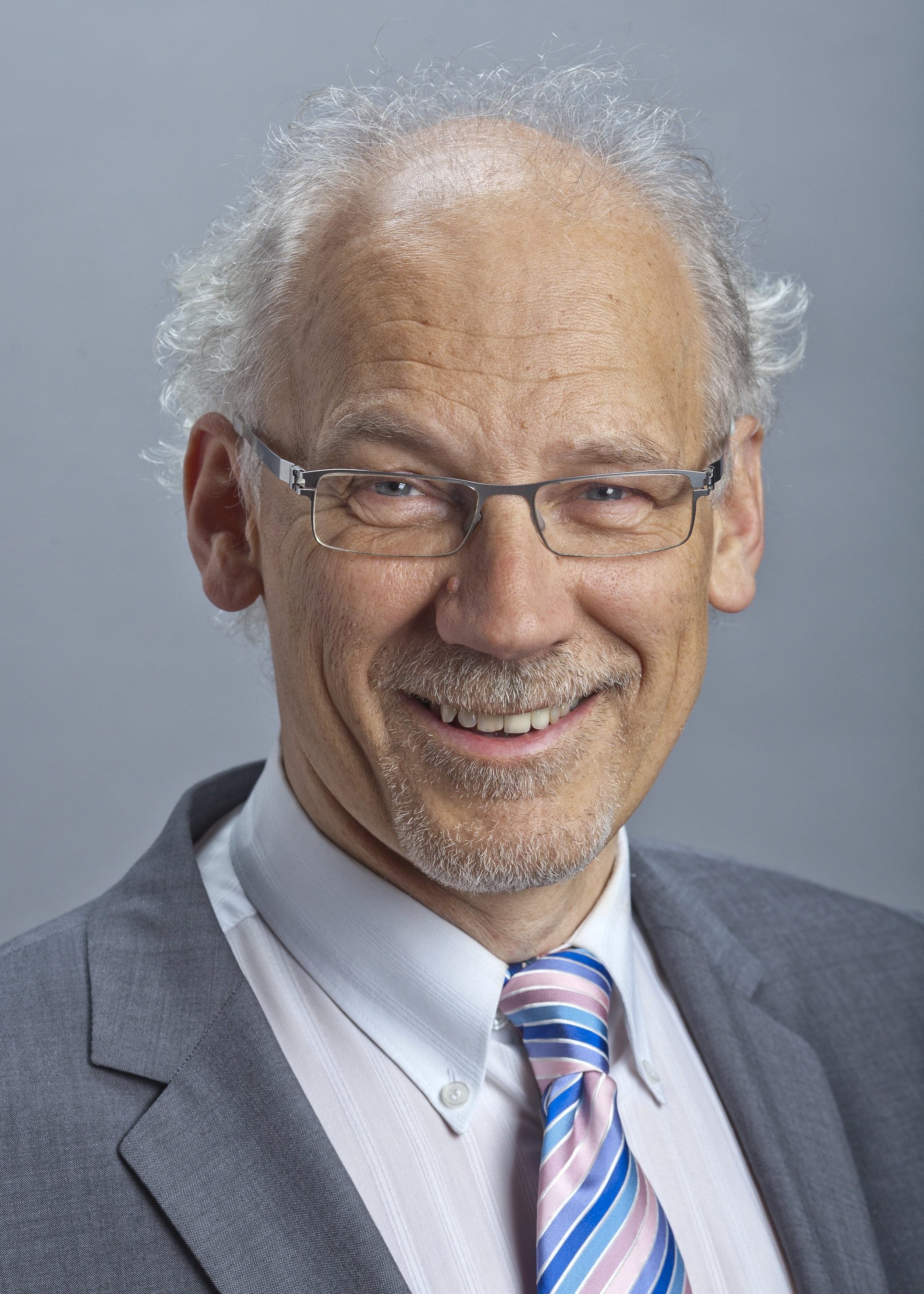
Josias Gasser

Josias F. Gasser (* 17. November 1952 in Zürich, heimatberechtigt in Haldenstein) ist ein Schweizer Politiker (GLP).

## Biografie
Gasser sass von Januar 2009 bis Dezember 2011 im Gemeinderat von Chur und ist seit August 2010 im Grossen Rat des Kantons Graubünden. Ferner ist er seit der gleichen Zeit im Evangelischen Kirchenrat von Graubünden und Co-Präsident des Parlamentarischen Forums für nachhaltiges Wirtschaften.
Von Dezember 2011 bis November 2015 war er Nationalrat und hatte dort Einsitz in der Kommission für Verkehr und Fernmeldewesen.
Der selbständige Unternehmer ist ledig und hat keine Kinder. In der Schweizer Armee war er Korporal.